# Ouragan de Cuba de 1932
L’ouragan de Cuba de 1932, également connu sous l’ouragan de Santa Cruz del Sur ou l’ouragan de Camagüey de 1932, a été le plus meurtrier et l'un des plus intenses cyclones tropicaux dans l' histoire de Cuba. C’était le seul ouragan de l'Atlantique de catégorie 5 jamais enregistré en novembre jusqu’à l’ouragan Iota en 2020, ainsi que le plus fort ouragan durant ce mois jamais enregistré dans ce bassin cyclonique. Le cyclone eu une trajectoire à travers la mer des Caraïbes atypique à la plupart des ouragans se développant à la fin de la saison. Les vents violents, l'onde de tempête et la pluie ont dévasté une grande partie du centre et de l'est de Cuba, où la tempête a été considérée comme la pire catastrophe naturelle du XXe siècle.
Bien que l'impact de l'ouragan se soient concentrés principalement sur Cuba, des effets significatifs furent également été ressentis aux îles Caïmans et aux Bahamas, avec des effets moindres ailleurs. Ainsi, le passage prolongé à Curaçao a entraîné la destruction de la fortification du port. La tempête a frappé la côte colombienne avec des vents violents et des pluies torrentielles, entravant gravement la récolte de bananes et perturbant les télécommunications. Plusieurs villes, en particulier celles proches de la côte, ont subi des dommages aux infrastructures importants. Des dommages marqués, bien que localisés, aux cultures de bananes ont également été signalés en Jamaïque, où de forts vents ont renversé de nombreux arbres. En eaux libres, la trajectoire de la tempête l'a amenée à travers de nombreuses voies de navigation, principalement dans les Caraïbes centrales, où elle a endommagé plusieurs navires.

## Évolution météorologique
La dépression tropicale qui s'est développée ensuite en ouragan destructeur a été localisée pour la première fois à l'est des Petites Antilles le 30 octobre. Elle s'est dirigée vers l'ouest dans la mer des Caraïbes, atteignant la force de la tempête tropicale le lendemain. Se déplaçant vers l'ouest-sud-ouest vers la partie sud des Caraïbes, la tempête a atteint la force d'ouragan le 2 novembre. S'intensifiant rapidement, le système est passé aux Antilles néerlandaises et à la Colombie, provoquant des effets tout le long de sa trajectoire. Il s'est ensuite dirigé lentement vers la pointe nord-est du Nicaragua.[réf. nécessaire]
Le 6 novembre, le cyclone tropical a atteint son intensité maximale en tant qu'ouragan de catégorie 5 selon l'échelle de Saffir-Simpson, avec des vents maximums soutenus de 280 km/h. La tempête affaiblit ensuite à la catégorie 4 tout en revenant vers le nord-est, se déplaçant vers la province de Camagüey à Cuba le 9 novembre avec des vents de 240 km/h. Après avoir traversé Cuba, la tempête s'est progressivement affaiblie en traversant les îles centrales des Bahamas et les Bermudes. Le 13 novembre, le système est devenu un cyclone extratropical et s'est dissipé le lendemain.

## Impact

### Mer des Caraïbes
Alors que l'ouragan se déplaçait lentement dans l'est et le sud de la mer des Caraïbes, la mer déchaînée et les vents violents ont perturbé les routes de navigation. Le 6 novembre, la goélette américaine Abundance a rencontré la tempête à l'est de la Jamaïque, entraînant la destruction d'un gouvernail de direction et son échouage à Morant Point en Jamaïque,. Cependant, les six membres d'équipage du navire purent être sauvés et transportés aux États-Unis.
Le navire britannique SS Phemius perdit sa cheminée lança un SOS qui incita le paquebot Tela de la United Fruit Company à le rechercher sans succès à cause des mauvaises conditions de visibilité,. Deux navires de la US Navy se mirent aussi à sa recherche. Le 8 novembre, le SS Phemius fut trouvé endommagé et remorqué par un autre navire, comme le furent le paquebot Tacira et le cargo San Simeon. Plusieurs autres navires dans la zone immédiate ont également été gênés par la tempête.

### Amériques du sud et Petites Antilles
Des dégâts ont été signalés dans le nord de l'Amérique du Sud lorsque l'ouragan a balayé près de la côte. En Colombie, les télécommunications ferroviaires furent interrompues près de Santa Marta et les plantations de bananes de la région auraient souffert dans une certaine mesure des vents et de la pluie. À Santa Marta même, plusieurs maisons ont été inondées et le trafic automobile fut entravé par les effets de la tempête. Les quais du port de Santa Marta ont également été endommagés. De fortes pluies ont également emporté certains rails et ponts, perturbant davantage la distribution des expéditions de bananes,.
Ailleurs le long de la côte, de nombreux ports maritimes de la Colombie furent endommagés tandis que les fermes à l'intérieur des terres subirent d'importantes inondations. En raison des rares rapports du reste de la Colombie, l'étendue des dommages à Barranquilla reste indéterminée alors que des villes voisines rapportèrent des dommages importants. Le village de Séville dans la municipalité de Zona Bananera, Magdalena a été presque entièrement détruit. L'île colombienne de Providencia, juste au large du Nicaragua, a subi des dommages agricoles importants et la perte de 36 maisons.
Au nord-est de Curaçao, l'ouragan détruisit les fortifications du port de l'île. Une digue près de l'entrée du port de Willemstad a subi un effondrement partiel, tandis qu'e le pont flottant reliant les deux côtés du port fut complètement détruit. Dans l'île voisine de Bonaire, une jetée a succombé à la pluie battante et à la mer déchaînée.

### Jamaïque et îles Caïmans
L'ouragan menaçant la Jamaïque, Pan American World Airways a annulé ses vols desservant la capitale Kingston. Le passage du centre de l'ouragan à l'ouest de l'île a provoqué des vents atteignant 114 km/h qui détruisirent plus de 2 millions d'arbres,. Bien que les effets globaux aient été généralement minimes, certaines zones de l'île ont subi jusqu'à 5 0% de perte des bananiers. Le coût des dommages pour la Jamaïque était de 4 millions de dollars EU.
La tempête a dévasté les îles Caïmans, en particulier Cayman Brac qui fut inondée par une onde de tempête atteignant 10 mètres. De nombreuses maisons et bâtiments furent emportés par la mer et de nombreuses personnes ont dû grimper aux arbres pour échapper aux eaux de crue. Cent dix personnes sont mortes sur les îles, l'un d'eux à Grand Cayman et les autres à Cayman Brac. Le navire Balboa a également coulé lors de la tempête.

### Cuba
Bien qu'aucun avertissement n'ait été émis initialement, l'Observatoire national de Cuba s'est dit préoccupé par le fait que l'intense cyclone tropical présentait un danger pour Cuba, en particulier la province de Camagüey, dès le 5 novembre. Cependant, l'observatoire a indiqué qu'il était alors difficile de prévoir le mouvement futur de l'ouragan, l'intensité de la tempête et le mouvement précédent n'étaient pas compatibles avec la climatologie pour la période de la saison. Le 8 novembre, un avertissement d'ouragan a été émis pour tout le sud-est de Cuba. Par mesure de précaution, les routes maritimes desservant les ports de l'est de Cuba ont été suspendues.
La ville de Santa Cruz del Sur, dans la province de Camagüey, fut pratiquement effacée par une onde de tempête massive qui mesurait 6,5 m. Peu de bâtiments sont restés debout dans la région. Dans cette seule ville côtière, 2 870 personnes ont perdu la vie et un total de 3 033 sont mortes à Cuba. Les dégâts ont été estimés à 40 millions de dollars américains en 1932 (
750 millions de dollars aujourd'hui). À Cuba cet ouragan est appelé l'ouragan de Santa Cruz del Sur. Il y a causé la plus grosse inondation connue (jusqu'en 2023) associée à un ouragan.

## Records
L'ouragan fut initialement répertorié dans les archives comme un ouragan de catégorie 4 sur l'échelle de Saffir-Simpson sans pression répertoriée mais une réanalyse météorologique des données estima qu'il avait atteint la catégorie 5 avec des vents de 280 km/h au sud-ouest de Cuba Après la réanalyse, il fut confirmé comme l'ouragan de catégorie 5 le plus tardif jamais enregistré dans le bassin atlantique, dépassant l'ouragan Hattie de la saison 1961 de six jours. Il s'agissait également, et de loin, de la plus forte tempête, et du seul ouragan de catégorie 5, jamais enregistrée au cours du mois de novembre. Avec sa pression minimale de 915 hPa, il dépassait aussi la plus basse pression de 933 hPa de Lenny du 18 novembre 1999.
De plus, une telle réévaluation a fait de la saison 1932, la saison 1933 fut également réanalysée, la première des huit saisons avec de multiples ouragans de catégorie 5. Les autres sont les saisons 1933, 1960, 1961, 2005, 2007, 2017 et 2019. Enfin, il est estimé que l'ouragan de 1932 est demeuré à la catégorie 5 pendant 78 heures consécutives, une période record pour le bassin atlantique, bien que l'estimation comporte une incertitude en raison du manque d'observations aériennes ou par satellite à l'époque.